# Clorotrifluoroetilene
Il Clorotrifluoroetilene (CTFE) è un alchene per-alogenato con formula chimica CFCl=CF2. A temperatura e pressione ambiente è un gas tossico, infiammabile, incolore e con un odore dolciastro. Viene impiegato principalmente come monomero per la produzione di polimeri quali ECTFE (noto con i nomi commerciali di Halar, Tefzel, NeoFlon) o PCTFE (noto con i nomi commerciali di Kynar, Aclar, Diofan, KelF). Viene usato anche come refrigerante in applicazioni criogeniche.

## Sintesi
Il clorotrifluoroetilene è prodotto tramite declorurazione del 1,1,2-triclorotrifluoroetano con Zinco in Metanolo a 50-100 °C
{\displaystyle {\ce {CFCl2-CF2Cl + Zn -> CFCl=CF2 + ZnCl2}}}
Una via alternative consiste nella declorurazione catalitica in fase gas utilizzando, al posto dello zinco, idrogeno, propano o metano in presenza di Nickel e Cromo a 400 °C.
{\displaystyle {\ce {CFCl2-CF2Cl + H2 -> CFCl=CF2 + 2HCl}}}
Usando etilene in un reattore catalitico a 500 °C in cui è presente un catalizzatore a base di allumina e cloruro ferrico si ottiene una miscela di CTFE e cloruro di vinile
{\displaystyle {\ce {CFCl2-CF2Cl + CH2=CH2 -> CFCl=CF2 + CH2=CHCl}}}
Inoltre a 600 °C il 1,1,2-triclorotrifluoroetano decompone spontaneamente formando CTFE e Cloro
{\displaystyle {\ce {CFCl2-CF2Cl -> CFCl=CF2 +Cl}}}
È possibile ottenere CTFE decomponendo HCFC-124 con un catalizzatore a base di Fluoruro di alluminio ad alta temperatura
{\displaystyle {\ce {CF3-CFHCl -> CFCl=CF2 + HF}}}

## Impieghi
Viene impiegato principalmente come monomero nella sintesi di ECTFE e PCTFE. Con l'aggiunta di inibitori di polimerizzazione viene trasportato sotto forma di gas compresso liquefatto.

## Sicurezza
Il clorotrifluoroetene è chimicamente instabile a temperature elevate. Durante la decomposizione si formano acido cloridrico e acido fluoridrico. Tende a polimerizzare spontaneamente. Il clorotrifluoroetene può formare una miscela esplosiva con l'aria.